# Coenonympha huebneri
Coenonympha huebneri är en fjärilsart som beskrevs av Charles Oberthür 1910. Coenonympha huebneri ingår i släktet Coenonympha och familjen praktfjärilar. Inga underarter finns listade i Catalogue of Life.